# 구원파
구원파(救援派, 영어: Salvation Sect)는 대한민국의 신흥 종교들 중 구원의 체험만 심각하게 집착 및 강조 그리고 구원 뒤에 오는 내 노력이 아닌 예수님에 의한 선한 성화의 삶을 가르치지않고 구원에만 집착하며 마치 주님의 은혜를 입은것을 본인들의 당연한 권리인것처럼 본인들이 짓는 죄와 계속 악행을 저지르는것에 대해 칭의(구원)받았으니 죄 없다 로 합리화 및 정당화를 주장한다하여 대한민국의 기독교 및 개신교계에서 이단으로 지목된 교파들에 붙여진 별칭이다.

대표적으로 1962년경 대구에서 창설된 기독교복음침례회(基督敎福音浸禮會)가 있다. 대한민국에서 2014년 4월 16일에 구원파 교파의 하나인 기독교복음침례회에서 다년간 설교를 했던 전 세모그룹 회장 유병언이 청해진해운에서 운항하던 세월호 침몰 사고가 발생하자 청해진 지분이 없음에도 불구하고 실소유주 의혹을 받았다. 이후 구원파와 세모그룹 측은 유병언에 대한 기사에 대해 언론사에 정정보도를 요청하였다. 이에 세월호 사건과는 무관하다는 정정보도가 실리기도 했다.

## 명칭
기독교 및 개신교계에서 구원파라는 용어는 보통 단일 교파를 말하지 않고 같은 외국인 독립 선교사로부터 영향을 받아 설립된 교파를 통칭하는 의미로 사용되고 있다.
- 권신찬(權信燦, 1923년~1996년) - 유병언(兪炳彦) 파. (기독교복음침례회 참조)
- 이복칠(李福七, 이요한) 파. (대한예수교침례회 참조)
- 박옥수(朴玉洙) 파. (기쁜소식선교회 참조)

지금은 각 교파간의 교류는 없으며, 각 교파는 침례회의 명칭을 사용하고 있으나 정통교단으로 분류되는 침례교(기독교한국침례회(기침) - 성서침례교회(성침))와는 관련이 없다. 또한 구원파라는 용어는 해당 교파에서 스스로 일컫는 칭호가 아니라, 구원파와 대립관계에 있던 탁명환 전 종교문제연구소장이 구원파를 비판할 목적으로 만든 용어였으나 현재는 개신교 주요 교단에서 널리 쓰이는 말이 되었다. 다만 후자인 두 교파는 2014년 세월호 침몰사고 이후 기독교복음침례회와 같은 부류로 분류되는 것을 꺼리고 있어 최근 좁은 뜻으로는 기독교복음침례회를 가리키는 말로 쓰이고 있지만, 개신교 교계에서는 아직까지 후자 교회들을 '이요한 구원파', 또는 '박옥수 구원파'라고 호칭하고 있다.

## 역사
네덜란드 개혁교회 출신의선교사 케이스 글래스(Kays Glass, 길기수)와 믿음의 방패선교회(Shield of Faith Mission) 소속 미국인 선교사 딕 욕(Dick York, 덕인영)이 1960년대 대한민국 경상북도 대구시에서 선교활동을 하면서 이들 선교사들의 영향을 받은 권신찬, 유병언, 박옥수에 의해 시작되었다.
부산광역시 출신의 이복칠(이요한)은 초기 기독교복음침례회에 참여하여 전도인으로 활동하여 오다가 권신찬의 사위인 유병언이 교회 자금으로 사업을 하는 것을 비판하여 갈등을 빚게 되는데 권신찬이 유병언을 지지하면서 이복칠은 생명의말씀선교회(또는 대한예수교침례회 생명의말씀측)라는 교단명으로 서울중앙교회를 설립하여 분파해 나갔다. 생명의말씀선교회는 현재 독자적인 노선을 걷고 있으며, 기독교복음침례회와는 관계가 단절된 것으로 알려졌다. 또한 기독교복음침례회와 함께 "구원파"라는 호칭으로 불리는 것에 대해 분명한 반대 입장을 취하고 있다.
역시 케이스 글래스와 딕 욕에게 영향을 받은 경상북도 선산 출신의 박옥수는 이들과는 별개로 기쁜소식선교회(또는 대한예수교침례회 기쁜소식측)를 설립하였다. 위의 두 교파와는 달리 박옥수 목사 1인체제를 운영하고 있으며, 1986년 이후 "죄사함 거듭남의 비밀"이라는 주제로 매년 전국을 순회하면서 성경세미나를 개최하고 있다. 생명의말씀선교회와 마찬가지로, 기독교복음침례회와 같은 부류로 분류되는 것에는 반대 입장을 취하고 있으나 구원파라는 용어 자체를 직접 언급하고 있지는 않다.

## 교리
구원파의 교리를 "성경을 기준으로 예수의 십자가 보혈로 모든 죄가 사해져 이를 믿는 사람은 구원 이후 마음대로 살아도 천국에 들어갈 수 있다고 주장하며 죄를 지어도 모든 죄를 사했기 때문에 더 이상 회개하지 않아도 된다"라고 많은 사람들이 생각하나 구원파는 이것은 잘못되고 왜곡된 것이라고 주장한다. 기독교복음침례회(구원파)에서는 자신들은 그러한 교리를 주장한 적이 없으며 예수그리스도의 피를 통한 영원한 속죄를 믿음으로 개인의 영혼의 구원을 강조하는 자신들의 특징을 비방의 목적으로 자신들과 오랜 분쟁관계에 있던 몇몇 인사들이 일방적으로 주장한 거짓말이라고 해명하고 있다.또한 장로교단의 정통 개혁주의의 '견인'교리는 '한번 구원은 영원한 구원'임을 동일하게 말하고 있다.
일반교단과 마찬가지로 기독교복음침례회는 예수그리스도의 십자가의 보혈의 공로로 한번 구원받으면 하나님의 자녀가 되는 권세를 얻어 구원은 절대 취소될 수 없으나 하나님의 자녀임에도 죄가운데 처해졌을 때는 하나님의 징계가 있음을 믿고 수시로 죄에 대한(천국가기 위한 것이 아님) 참회(회개)를 해야한다는 교리를 가지고 있다.(다윗을 예로 하나님의 자녀이지만 그의 죄에 대한 참회(구원을 얻기위함이 아닌)가 얼마나 간절했는지를 보라. 시편51편)
일부 구원파는 정통교단의 성도들이 하나님 앞에 회개하는 행위를 보며 정통교회가 마치 예수그리스도의 대속사역을 통한 완전한 속죄를 부정하는 것으로 주장한다. 이에 대해 일반교회측에서는 오직 예수그리스도의 보혈로 구원받는것은 핵심교리이며 진리이고 단, 자범죄에 대하여 회개하는 것은 거듭난 양심으로 당연한 것이라고 주장하며 자범죄에 대한 회개가 없는 것은 오히려 죄에 대한 무감각을 반증한다고 주장하고 죄에 대한 경각심을 잃을 수 있다고 우려한다. 이러한 주장들은 구원파라고 불리는 교회라도 서로 다르게 설명하고 있기때문에 구분할 필요가 있다.
정통교단으로부터 “한 번 구원받으면 평생의 죄가 사해진 것이므로 죄를 마음대로 지어도 되는가?”라는 비난을 받고 있으며 이에 대해 하나님의 죄사함을 깨달은 사람은 성령으로 거듭나게 되고 마음의 주인이 바뀌게 된다고 주장한다. 이에 대해 장로교단에서는 하나님의 죄사함을 깨달음으로 구원을 얻는다는 주장은 인본중심의 잘못된 것이며 창세전에 택하신 자들에게 오직 은혜로 주시는 믿음으로만(이신칭의) 구원을 얻고, 그리스도를 닮아가는 정결한 삶(성화)은 구원얻는 한번의 회개로 되는 것이 아니라 죄에 대해 민감하게 반응하며 죄를 지으면 회개(구원에 관한 회개가 아님)하고 죄에서 돌이키는 삶으로 되는 것이라고 주장한다.
이에 대해 기독교복음침례회에서는 "구원을 위한 회개는 한번이면 족하나 생활에서 짓는 죄는 당연히 반성하고 개선해야 한다고 믿으며 다만 이것을 자백이라는 단어를 사용하여 구원을 위한 단회적 회개와 구분할뿐이고 , 단번에 믿어지는 믿음을 간과한 채 일상적인 사소한 죄에 매달리는 기성교회의 분위기를 경계한 것이다"라고 주장하고 있다. 실제로 1989년 4월에 권신찬 목사가 출판한 "구원을 이루라"라는 책을 살펴보면 "사람이 '구원을 받았다'라고 말할 때 이는 영혼이 구원 받았음을 의미하는 것이고, '구원을 이루라'라고 할 때는 이미 영혼의 구원을 받은 사람이 경험하고 살아야 할 '생활 구원'을 의미하는 것입니다."라고 말하고 있다. 즉 생활에서 구원을 이루어 가는 과정이 있다는 내용이고 용어나 표현이 다를 뿐 일반 기독교와 교리적인 차이는 없어 보인다.

## 같이 보기
- 유병언